# Peter von Drachenfels
Peter Philipp Baron von Drachenfels (* 9. Februar 1795 in Schlampen, Kurland; † 10. Juli 1879 in Grausden, Kurland) war ein kurländischer Kreismarschall.

## Leben
Nachdem Peter von Drachenfels 1814 die Schulzeit am Gymnasium illustre in Mitau abgeschlossen hatte, ging er noch im gleichen Jahr zum Studium an die Universität Heidelberg, wo er Mitglied des dortigen Corps Curonia wurde. Im darauffolgenden Jahr verließ er Heidelberg, um im Kurländischen Dragoner-Regiment zu dienen. 1819 wurde er dort als Leutnant verabschiedet und wurde Besitzer des Rittergutes Grausden. 1828 wurde er in Mitau zum örtlichen Kreismarschall gewählt. Das Amt hatte er bis 1840 inne. Während seiner Amtszeit war er von 1832 bis 1833 und von 1836 bis 1837 Landbotenmarschall. Von 1840 bis 1866 war von Drachenfels residierender Kreismarschall von Hasenpoth. Daneben war er von 1840 bis 1876 Präsident des Kuratoriums des lettischen Lehrerseminars in Irmlau, von 1846 bis 1876 Direktionsrat des Kurländischen Kreditvereins und von 1850 bis 1879 Kurator des Katharinenstifts in Mitau. Ab 1862 war er Baron.